# Gendarmerie de l'air et de l'espace
Ne doit pas être confondu avec Forces aériennes de la Gendarmerie nationale ou Gendarmerie des transports aériens.
La Gendarmerie de l'Air et de l'Espace est une formation spécialisée de la Gendarmerie Nationale française, placée pour emploi auprès de l'Armée de l'Air et de l'espace. Elle a été créée en 1943 et a, en 2021, un effectif de près de 1 000 militaires d'actifs et de réservistes opérationnels. Elle est commandée depuis le 1er août 2023 par le général Jérôme Bisognin.

## Historique

### Prémices
Dès la Première Guerre Mondiale, la surveillance des terrains d'aviation militaire, situés à proximité de la ligne du front, est dévolue aux gendarmes prévôtaux. Bien que cette mission entre dans les attributions traditionnelles de la gendarmerie, celle-ci n'est pas poursuivie à l'issue du conflit, en 1919.
Durant l'entre-deux-guerres, en raison de l'essor de l'aviation, et du maillage territorial de la Gendarmerie, ses missions tendent à légèrement évoluer dans le domaine de l'aviation militaire. Ainsi, elle est sollicitée pour des observations météorologiques. Puis, plusieurs circulaires prévoient, en cas d'accident ou incident concernant un aéronef militaire, que la brigade de gendarmerie la plus proche soit prévenue immédiatement afin qu'elle puisse assurer la garde de l'aéronef ou de ses débris, et recueille les dépositions des témoins, en ce qui concerne l'enquête judiciaire.
En 1934, l'Armée de l'Air devient une force armée indépendante. La sécurité de ses installations et terrains nécessite le détachement de gendarmes départementaux ou de gardes républicains mobiles, sans qu'aucune unité ne soit spécialement constituée afin d'accomplir cette mission.
En 1937, une instruction ministérielle fixe les conditions d'emploi de la gendarmerie par l'Armée de l'Air, en temps de paix.
Avec l'éclatement de la Seconde Guerre Mondiale, des unités prévôtales sont de nouveaux constitués, au profit de l'Armée de l'Air, sous forme de sections ou de groupes. Elles effectuent les mêmes missions de police militaire que celles dévolues aux unités prévôtales détachées auprès de l'Armée de terre.
La volonté d'unifier ces unités de gendarmerie de l'air, au sein d'une formation unique, voit le jour. Toutefois, cette idée sera interrompue par l'armistice du 22 juin 1940. D'autres projets tenteront d'être initiées, sous le régime de Vichy, sans toutefois parvenir à voir le jour.

### Création
En 1943, à la suite du débarquement des Alliés en Afrique du Nord, l'Armée de l'Air reprend le combat contre les forces de l'Axe. La sécurité de ses installations militaires et la nécessité d'une police militaire auprès de ses unités combattantes relancent la création de la gendarmerie de l'Air.
Le 15 septembre 1943, le Comité Français  de Libération Nationale (CFLN) d'Alger décrète qu'un corps de gendarmerie de l'air soit créé directement au sein de l'Armée de l'Air. L'effectif initial, qui doit être fournis par la Gendarmerie départementale, est de 43 militaires (1 officier supérieur, 2 officiers subalternes et 40 sous-officiers). Le Chef d'Escadron Camille Morin est alors chargé de mettre en œuvre ce nouveau corps, constituée d'une légion de deux sections. L'École de la Gendarmerie de l'Air est créée à Alger.
La Gendarmerie de l'air se voit alors attribuer comme mission la surveillance et la protection des établissements de l'Armée de l'Air et de leurs abords, le maintien de l’ordre sur zone et l’exercice de la police judiciaire.
L'évolution du conflit sur le pourtour méditerranéen, puis la Libération du territoire métropolitain, voit l'arrivée d'effectifs supplémentaires, provenant aussi bien de ceux de la Gendarmerie départementale que de l'Armée de l'Air. Ainsi, en 1945, le corps de la Gendarmerie de l'Air est constituée de deux légions : une pour la métropole, et une seconde pour les territoires d'outre-mer. Les légions, commandées par un chef d'escadron, étaient composées de compagnies. Chaque compagnie était rattachée à une région aérienne, et était elle-même constituée de sections, correspondants aux subdivisions aériennes. La brigade, rattachée à une base ou un établissement de l'Armée de l'Air, représentait l'unité élémentaire.

### Rattachements successifs
Le 18 septembre 1947, il est décrété que les gendarmeries maritime et de l'air soient intégrées au sein de la Gendarmerie nationale. Les organes de commandements de ces gendarmeries sont alors supprimées, et les unités aériennes sont directement rattachées aux légions de Gendarmerie départementale.
En 1951, les unités aériennes de la Gendarmerie sont constitués en légion autonome spécialisée au sein de l'Armée de l'Air. En 1953, la Légion de Gendarmerie de l'air se voit de nouveau attribuer un commandement central, assuré par un officier supérieur.
Quelques mois plus tard, les précédents décrets sont suspendus, et les effectifs de la Gendarmerie de l'Air sont alors provisoirement réintégrés à la Gendarmerie nationale.

### Mise à disposition de l'Armée de l'Air
En 1955 et 1956, un compromis est trouvé aux travers de deux textes de lois : Les forces de la Gendarmerie de l'Air font partie intégrante de la Gendarmerie nationale mais sont mises à disposition exclusive du département de l'Air. Les militaires qui composent ce corps de gendarmerie revêtent alors la tenue et la casquette de l'Armée de l'Air, en conservant toutefois les attributs de la gendarmerie départementale (galons blancs pour les officiers et sous-officiers, et bleus pour les gendarmes auxiliaires militaires du rang).
Elles sont constituées en unités spécialisées, placées sous un commandement unique. Ce principe d'appartenance mixte est toujours en application dans la Gendarmerie de l'Air et de l'Espace à ce jour. L'organisation territoriale de la Gendarmerie de l'Air est alors calquée sur celle de l'Armée de l'Air :
- le commandement central, placé pour emploi auprès du Chef d'État-Major de l'Armée de l'Air
- le compagnie, placé pour emploi auprès du général commandant la région aérienne
- la brigade, rattachée au commandant de la base aérienne

La gendarmerie de l'air possèdent des unités disséminées en France, mais également sur les territoires d'outre-mer, en Afrique du Nord et en Allemagne de l'Ouest.
En 1958, à l'image des autres unités de la Gendarmerie nationale, les compagnies prennent l'appellation de groupements, et les sections prennent l'appellation de compagnies. Seules les unités situées en dehors de la métropole conservent leur appellation de compagnie, avant d'être subordonnées directement au groupement de l'État-major de l'Armée de l'Air, en 1966.
Alors que la Gendarmerie de l'Air comptait 5 groupements dans les années 1960 (correspondants aux 4 régions aériennes et à l'État-major de l'Armée de l'Air), ce nombre sera réduit à 4, en 1991, puis à 3, avec la réduction progressive des régions aériennes,.

### Années 2000
En 2000, l'armée de l'air est réduite à 2 régions aériennes, qui partagent la France en deux : Nord à Vélizy-Villacoublay, et Sud à Bordeaux. Depuis cette réduction de régions aériennes, la Gendarmerie de l'air n'est plus composée que de ces 2 groupements territoriaux Nord et Sud, et du groupement de l'État-major de l'Armée de l'Air. Cette répartition Nord/Sud est toujours conservée, à ce jour, malgré la disparition des régions aériennes.
En 2006, la Gendarmerie de l'Air est réorganisée. Le personnel est placé sous l'autorité des chefs hiérarchique de la Gendarmerie de l'Air. Le commandement de cette formation est placé pour emploi auprès du Chef d'État-major de l'Armée de l'Air (CEMAA).
En 2020, l'Armée de l'Air prend l'appellation d'Armée de l'Air et de l'Espace. La Gendarmerie de l'Air sera alors renommée en Gendarmerie de l'Air et de l'Espace qu'à compter du 1er mars 2025.

## Missions
Placée pour emploi auprès de l'Armée de l'Air et de l'espace, ses unités possèdent toutes les attributions générales de la Gendarmerie Nationale et assurent en outre des missions qui lui sont propres à l'intérieur des bases et établissements de l'Armée de l'Air et à leurs abords. Elle effectue des surveillances en véhicules routiers mais aussi à VTT, en bateau, notamment sur la base aérienne 120 Cazaux et à cheval sur la base aérienne 702 Avord.
Son activité porte sur des missions d'ordre judiciaires, administratives et militaires au profit de l'Armée de l'Air et de l'espace (biens et personnels). Par ailleurs, la Gendarmerie de l'Air et de l'Espace effectue les enquêtes lors d'accidents concernant les aéronefs militaires français (toutes forces armées) sur et hors le territoire, au sujet d'aéronefs militaires étrangers sur le territoire ainsi que sur ceux concernant les aéronefs civils si les faits se passent uniquement au sein des emprises de l'Armée de l'Air française.

## Organisation
| \| 200 km1:9 730 000 État-Major Groupement Compagnie Brigade(s) \| |
| 200 km1:9 730 000 État-Major Groupement Compagnie Brigade(s)       |

La Gendarmerie de l'Air et de l'Espace est une formation administrative assimilée à une région de Gendarmerie. Elle est divisée en 3 groupements (commandés par un colonel de Gendarmerie).
L'unité élémentaire est la brigade, affectée à une base aérienne. Elle est en général commandée par un sous-officier, mis pour emploi auprès du commandant de base et hiérarchiquement subordonné à la chaîne de commandement de la Gendarmerie de l'Air et de l'Espace. Depuis quelques années (2007-2008), à la faveur du plan d'adaptation des grades au responsabilités exercées (PAGRE), les commandants de brigades sont parfois, sur des bases importantes, des officiers subalternes.
Les cinq brigades motorisées (BMOGAE) de la Gendarmerie de l'Air et de l'Espace sont dotées de BMW 1200 RT, 1250RT et Yamaha FJR 1300.
Une section de recherches (SRGAE), basée à Vélizy-Villacoublay est chargée entre autres d'enquêtes lors des accidents d'aéronefs militaires français et étrangers sur le territoire national et français à l'étranger.
Une formation de la Gendarmerie de l'Air et de l'Espace est spécialement affectée sur le site de Balard. Ce site regroupe l'Etat Major des Armées, celui de l'Armée de Terre, celui de la Marine Nationale, celui de l'Armée de l'Air et de l'Espace, la Direction Centrale du Service de Santé des Armées et le Secrétariat Général pour l'Administration. Ainsi cette unité accomplit ses missions dans un cadre interarmées comme par exemple la participation à la protection du Chef d'Etat Major des Armées et assure la sécurité de l'ensemble du site.
En 2022, la Gendarmerie de l'air et de l'espace était organisée de la manière suivante, :
- Gendarmerie de l'air et de l'espace (GAE)
  - Brigade de la gendarmerie de l'air et de l'espace de Cayenne (973)
  - Brigade de la gendarmerie de l'air et de l'espace de La-Tontouta (NC)
  - Brigade de la gendarmerie de l'air et de l'espace de Tahiti-Faa'a (PF)
  - Brigade de la gendarmerie de l'air et de l'espace de Saint-Denis-Gillot (974)
  - Groupement de Gendarmerie de l'air et de l'espace Nord (GGAEN) - Vélizy-Villacoublay (78)
    - Brigade motorisée de la gendarmerie de l'air et de l'espace d'Avord (18)
    - Brigade de la gendarmerie de l'air et de l'espace de Bourges-Avord (18)
    - Brigade de la gendarmerie de l'air et de l'espace de Cinq-Mars-la-Pile (37)
    - Brigade de la gendarmerie de l'air et de l'espace de Creil (60)
    - Brigade de la gendarmerie de l'air et de l'espace d'Évreux (27)
    - Brigade de la gendarmerie de l'air et de l'espace de Luxeuil-les-Bains (70)
    - Brigade de la gendarmerie de l'air et de l'espace de Nancy (54)
    - Brigade motorisée de la gendarmerie de l'air l'espace de Nancy (54)
    - Brigade de la gendarmerie de l'air et de l'espace d'Orléans (45)
    - Brigade de la gendarmerie de l'air et de l'espace de Romorantin-Lanthenay (41)
    - Brigade de la gendarmerie de l'air et de l'espace de Saint-Dizier (52)
    - Brigade de la gendarmerie de l'air et de l'espace de Taverny (95)
    - Brigade de la gendarmerie de l'air et de l'espace de Tours (37)
    - Brigade de la gendarmerie de l'air et de l'espace de Vélizy-Villacoublay (78)
    - Brigade motorisée de la gendarmerie de l'air et de l'espace de Vélizy-Villacoublay (78)

  - Groupement de Gendarmerie de l'air et de l'espace Sud (GGAES) - Bordeaux-Mérignac (33)
    - Brigade de la gendarmerie de l'air et de l'espace d'Ambérieu-en-Bugey (01)
    - Brigade de la gendarmerie de l'air et de l'espace de Bordeaux (33)
    - Brigade de la gendarmerie de l'air et de l'espace de Bordeaux-Mérignac (33)
    - Brigade motorisée de la gendarmerie de l'air et de l'espace de Bordeaux-Mérignac (33)
    - Brigade de la gendarmerie de l'air et de l'espace de Cazaux (33)
    - Brigade de la gendarmerie de l'air et de l'espace de Clermont-Ferrand (63)
    - Brigade de la gendarmerie de l'air et de l'espace de Cognac (16)
    - Brigade de la gendarmerie de l'air et de l'espace de Cuers (83)
    - Brigade de la gendarmerie de l'air et de l'espace de Lyon-Mont-Verdun (69)
    - Brigade de la gendarmerie de l'air et de l'espace de Mont-de-Marsan (40)
    - Brigade de la gendarmerie de l'air et de l'espace de Montbonnot-Saint-Martin (38)
    - Brigade de la gendarmerie de l'air et de l'espace d'Orange (84)
    - Brigade de la gendarmerie de l'air et de l'espace de Rochefort (17)
    - Brigade de la gendarmerie de l'air et de l'espace de Salon-de-Provence (13)
    - Brigade de la gendarmerie de l'air et de l'espace de Solenzara (2B)
    - Brigade de la gendarmerie de l'air et de l'espace de Saintes (17)
    - Compagnie de la gendarmerie de l'air et de l'espace d'Istres (13)
      - Brigade de la gendarmerie de l'air et de l'espace d'Istres (13)
      - Brigade motorisée de la gendarmerie de l'air de l'espace d'Istres (13)
      - Brigade de la gendarmerie de l'air et de l'espace de contrôle transfrontalier d'Istres (13)

  - Groupement de sûreté et de sécurité de Paris (GSSP) - Paris-Balard (75)
    - Brigade de la gendarmerie de l'air et de l'espace de sûreté et d’intervention de Paris-Balard (75)
    - Brigade de la gendarmerie de l'air et de l'espace de Paris-Balard (75)

  - Section de recherches de la gendarmerie de l'air et de l'espace (SRGAE) - Vélizy-Villacoublay (78)

## Grade
Les militaires hors officiers généraux de la Gendarmerie de l'Air et de l'Espace portent des galons « Air » mais de couleur argent ou bleue (rang), contrairement aux aviateurs qui, eux, les ont de couleur dorée ou orange (rang). Les officiers généraux portent des galons avec le charognard doré et des étoiles argentées.

### Officiers
| Code OTAN         | OF-1           | OF-2          | OF-3            | OF-4               | OF-5        | OF-6               |
| Fourreau d'épaule |                |               |                 |                    |             |                    |
| Grade             | Lieutenant     | Capitaine     | Chef d'escadron | Lieutenant-colonel | Colonel     | Général de brigade |
| Abréviation       | LTN            | CNE           | CEN             | LCL                | COL         | GBR                |
| Appellation       | Mon lieutenant | Mon capitaine | Mon commandant  | Mon colonel        | Mon colonel | Mon général        |

Les grades de Sous-Lieutenant  et d'Aspirant  sont inexistants au sein de la gendarmerie de l'Air et de l'Espace.

### Sous-officiers (hors maréchal des logis)
| Code OTAN         | OR-5     | OR-6                    | OR-8         | OR-9              | OR-9  |
| Fourreau d'épaule |          |                         |              |                   |       |
| Grade             | Gendarme | Maréchal des logis-chef | Adjudant     | Adjudant-chef     | Major |
| Abréviation       | GND      | MDC                     | ADJ          | ADC               | MAJ   |
| Appellation       | Gendarme | Chef                    | Mon adjudant | Mon adjudant-chef | Major |

Le grade de gendarme sous contrat  est inexistant au sein de la Gendarmerie de l'Air et de l'Espace, ce choix d'affectation n'étant pas proposé aux sous-officiers en sortie d'école.

### Gendarmes adjoints volontaires (ce Corps regroupe les militaires du rang et les maréchaux les logis)
| Code OTAN         | OR-1                          | OR-2                           | OR-3      | OR-4           | OR-5               |
| Fourreau d'épaule |                               |                                |           |                |                    |
| Grade             | Gendarme Adjoint de 2e classe | Gendarme Adjoint de 1er classe | Brigadier | Brigadier-chef | Maréchal des logis |
| Abréviation       | GA2                           | GA1                            | BRI       | BRC            | MDL                |
| Appellation       | Par le nom                    | Par le nom                     | Brigadier | Brigadier-chef | Maréchal des logis |

## Commandants
- Général de brigade Philippe Guichard[19] : 1er août 2016[20] - 31 juillet 2020
- Général de brigade Jean-François Valynseele : 1er août 2020[21] - 31 juillet 2023
- Général de brigade Jérôme Bisognin : depuis le 1er août 2023[22]